# Katedrála Notre-Dame (Remeš)
Katedrála Notre-Dame je gotická katedrála ve městě Remeši. V 11.–19. století byla místem korunovace francouzských králů. Katedrála byla postavena v letech 1211–1345 a jako mistrovské dílo gotiky harmonicky spojující architekturu a sochařství je zapsána na seznamu Světového dědictví UNESCO. Kostel je zasvěcen Panně Marii a jedná se o katedrální kostel remešské arcidiecéze.

## Historie
Tradice konsekrace a korunovace francouzských králů v Remeši je založena na připomínce křtu Chlodvíka I., prvního vládce franské říše a předchůdce francouzských králů, který křest přijal z rukou biskupa sv. Remigia z Remeše někdy kolem roku 500.
Jako první se v Remeši nechal korunovat syn Karla Velikého Ludvík Pobožný papežem Štěpánem IV. v roce 816. Po tomto obřadu bylo rozhodnuto o vybudování nové katedrály, která by odpovídala významu takové události. Vysvěcená byla roku 862 za přítomnosti západofranského krále Karla Holého. Karolínská katedrála byla částečně přestavěna goticky ve 12. století. Kostel zachvátil rozsáhlý požár dne 6. června 1210.
Po požáru bylo za vlády krále Filipa II. rozhodnuto o stavbě nového kostela, ke kterému remešský biskup položil základní kámen 6. června 1211.
Korunovace Ludvíka VIII. (1223) a Ludvíka IX. Svatého (1226) se konaly uprostřed staveniště.
Katedrála byla poškozena požárem v roce 1481, který vznikl při opravě střechy.
Podruhé katedrála vyhořela v roce 1914 v důsledku německého bombardování na počátku první světové války.

## Popis
Stavba je dílem francouzské vrcholné gotiky. Její zvláštností je účel jako místo pro korunovaci a sochařská výzdoba, která je rozšířena až na vnitřní stranu západního portálu. V sochařské tvorbě se projevuje politický význam hodnostářů, kteří ji využívali.
Stavitelé využili při stavbě vzor z Chartres, až na některé obohacující detaily z místní tradice. Sochařská práce byla ve středověku plně ve službách náboženské ideje, jako didaktický prostředek a současně liturgická potřeba. Tesání a řezání soch, s výjimkou pro využití pro výzdobu architektury interiérů i exteriérů, se ve středověku dělá v závislosti na liturgických potřebách.

## Význam
Katedrála je ve 21. století hlavním chrámem remešské arcidiecéze. Zároveň se stala předlohou pro mnoho dalších chrámů po celém světě.